# Duka
Duka es un pueblo ubicado en el distrito de Celldömölk, en el condado de Vas, Hungría.

## Superficie
Posee una superficie de 15,24 kilómetros cuadrados.

## Demografía
Hasta 2022 la población era de 209 habitantes, con una densidad de población de 13,71 habitantes por kilómetro cuadrado.